# Maizières-la-Grande-Paroisse
Maizières-la-Grande-Paroisse és un municipi francès situat al departament de l'Aube i a la regió del Gran Est. L'any 2007 tenia 1.404 habitants.

## Demografia

### Població
El 2007 la població de fet de Maizières-la-Grande-Paroisse era de 1.404 persones. Hi havia 604 famílies de les quals 156 eren unipersonals (52 homes vivint sols i 104 dones vivint soles), 248 parelles sense fills, 160 parelles amb fills i 40 famílies monoparentals amb fills.
La població ha evolucionat segons el següent gràfic:
Habitants censats

### Habitatges
El 2007 hi havia 681 habitatges, 607 eren l'habitatge principal de la família, 30 eren segones residències i 44 estaven desocupats. 663 eren cases i 16 eren apartaments. Dels 607 habitatges principals, 512 estaven ocupats pels seus propietaris, 84 estaven llogats i ocupats pels llogaters i 11 estaven cedits a títol gratuït; 8 tenien una cambra, 23 en tenien dues, 121 en tenien tres, 185 en tenien quatre i 270 en tenien cinc o més. 455 habitatges disposaven pel capbaix d'una plaça de pàrquing. A 268 habitatges hi havia un automòbil i a 281 n'hi havia dos o més.

### Piràmide de població
La piràmide de població per edats i sexe el 2009 era:
| Homes | Edats   | Dones |
| ----- | ------- | ----- |
| 0     | 95 o +  | 4     |
| 0     | 90 a 94 | 0     |
| 16    | 85 a 89 | 12    |
| 4     | 80 a 84 | 28    |
| 16    | 75 a 79 | 28    |
| 40    | 70 a 74 | 48    |
| 24    | 65 a 69 | 44    |
| 48    | 60 a 64 | 32    |
| 44    | 55 a 59 | 44    |
| 64    | 50 a 54 | 64    |
| 80    | 45 a 49 | 76    |
| 48    | 40 a 44 | 32    |
| 84    | 35 a 39 | 64    |
| 28    | 30 a 34 | 56    |
| 36    | 25 a 29 | 32    |
| 24    | 20 a 24 | 12    |
| 40    | 15 a 19 | 48    |
| 60    | 10 a 14 | 36    |
| 52    | 5 a 9   | 48    |
| 32    | 0 a 4   | 32    |

## Economia
El 2007 la població en edat de treballar era de 884 persones, 608 eren actives i 276 eren inactives. De les 608 persones actives 554 estaven ocupades (289 homes i 265 dones) i 54 estaven aturades (27 homes i 27 dones). De les 276 persones inactives 133 estaven jubilades, 81 estaven estudiant i 62 estaven classificades com a «altres inactius».

### Ingressos
El 2009 a Maizières-la-Grande-Paroisse hi havia 618 unitats fiscals que integraven 1.429 persones, la mediana anual d'ingressos fiscals per persona era de 17.975 €.

### Activitats econòmiques
Dels 59 establiments que hi havia el 2007, 1 era d'una empresa extractiva, 3 d'empreses alimentàries, 3 d'empreses de fabricació d'altres productes industrials, 6 d'empreses de construcció, 23 d'empreses de comerç i reparació d'automòbils, 1 d'una empresa de transport, 7 d'empreses d'hostatgeria i restauració, 2 d'empreses financeres, 8 d'empreses de serveis, 2 d'entitats de l'administració pública i 3 d'empreses classificades com a «altres activitats de serveis».
Dels 21 establiments de servei als particulars que hi havia el 2009, 5 eren tallers de reparació d'automòbils i de material agrícola, 4 tallers d'inspecció tècnica de vehicles, 1 paleta, 3 guixaires pintors, 2 fusteries, 3 perruqueries i 3 restaurants.
Dels 3 establiments comercials que hi havia el 2009, 2 eren fleques i 1 una sabateria.
L'any 2000 a Maizières-la-Grande-Paroisse hi havia 17 explotacions agrícoles.

## Equipaments sanitaris i escolars
L'únic equipament sanitari que hi havia el 2009 era una farmàcia.
El 2009 hi havia una escola elemental.

## Poblacions més properes
El següent diagrama mostra les poblacions més properes.